# ポール・ルイス
ポール・ルイス (英: Paul Lewis、1960年7月3日 -  ) は、オーストラリア・メルボルン出身の元モーターサイクル・ロードレーサー。

## 経歴
1983年、オーストラリアでプライベーターとしてスズキ・RGB500で参戦したバサースト1000レースでトップ争いを演じ、最終ラップにコースアウトしてしまったがニュー・スターとして脚光を浴びる。

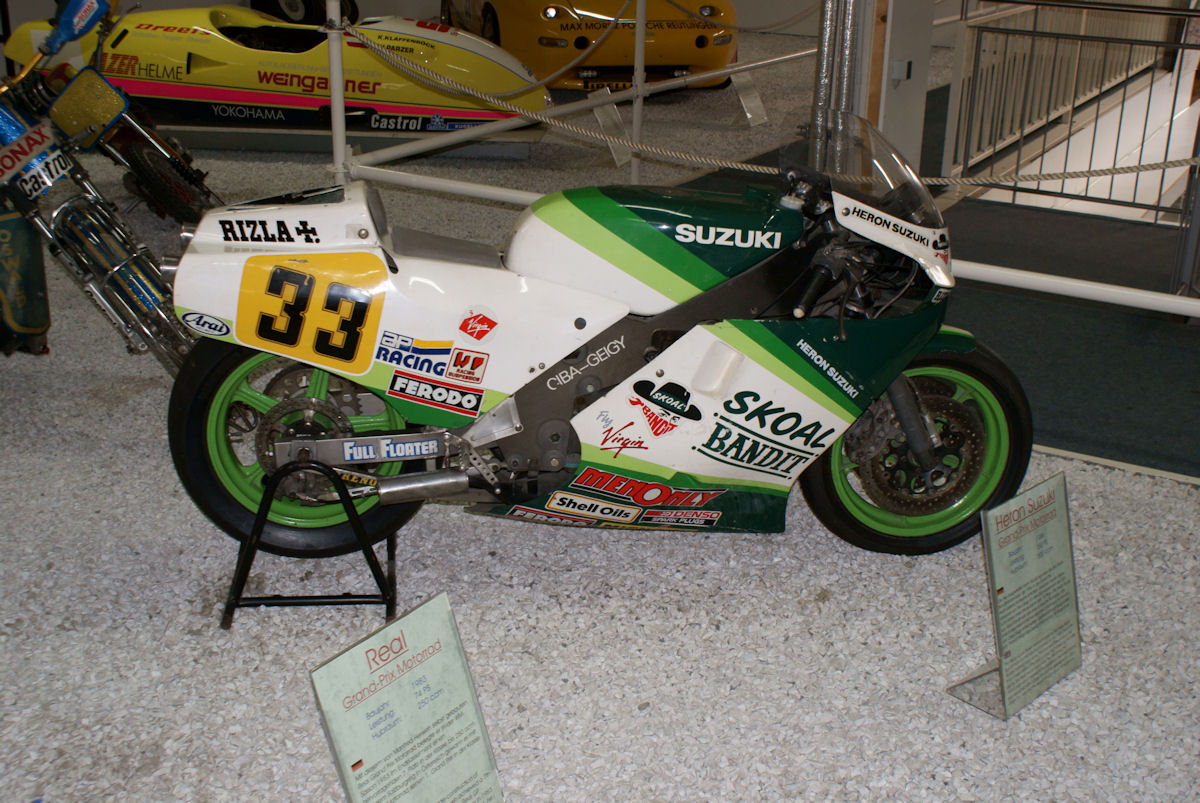
ルイスのヘロン・スズキ500
(1986年のWGP500参戦車)

イギリスに渡りロードレースイギリス選手権に参戦し、ドニントン・パークを得意としイギリスレース界でも実力を買われた。ロードレース世界選手権 (WGP) 500ccクラスにプライベート参戦でのスポット出場を経て、1985年夏にイギリスのスズキ系名門チーム「ヘロン・スズキ」と契約。1986年の500ccクラス（現MotoGP）にはスコールバンディットカラーのスズキ・RG-Γ500でフルエントリーした。このマシンはヘロンチームがチバガイギー社と協力して制作した独自のカーボンファイバー・ハニカム素材のボックスフレームや、ホワイトパワー社の倒立フロントフォークなど斬新な技術投入がされていたが、エンジンはスクエア4エンジンでヤマハやホンダのV型4気筒エンジンのストレートパワーには劣っており、スズキではV型4気筒はまだ完成していなかった。ルイスはこのマシンを特徴的な深いバンク角のコーナリングで操り転倒も何度か喫したが、最新型マシンのライバルに食い込み、10位以内に3度入る健闘を見せた。 
その後はイギリスに暮らしながらアメリカのレースにも参戦し、デイトナ・ツインズを制する。1990年でレーサーを引退したが、結局イギリス・メイデンヘッド近郊に26年間暮らしていた。1996年にはレースに一時復帰した。
引退後は、オーストラリアでハーレーダビッドソンの販売店をいくつか経営するほか、 Salt Motorcycles社の代表を務める。同社はKTMの300ccダート用バイクをベースとしたカフェレーサーのカスタムなどを手掛けている。ハーレーダビッドソンUKとのパイプも持ち、2010年代以後もモーターショーやハーレーのプロモーションで時折イギリスを訪れている。

## レース戦歴

### ロードレース世界選手権
| 年     | チーム                       | クラス | マシン      | 1      | 2     | 3      | 4      | 5      | 6       | 7       | 8      | 9       | 10     | 11      | 12     | 順位 | ポイント |
| ------ | ---------------------------- | ------ | ----------- | ------ | ----- | ------ | ------ | ------ | ------- | ------- | ------ | ------- | ------ | ------- | ------ | ---- | -------- |
| 1985年 |                              | 500cc  | スズキ・RGB | SAF    | ESP   | GER    | ITA    | AUT    | YUG     | NED     | BEL    | FRA     | GBR 10 | SWE     | RSM 15 | 27位 | 1        |
| 1986年 | スコールバンディット・スズキ | 500cc  | スズキ・RGΓ | ESP 11 | ITA 9 | GER 12 | AUT 14 | YUG 10 | NED Ret | BEL Ret | FRA 10 | GBR DNS | SWE    | RSM Ret |        | 18位 | 4        |